# Agnes af Brandenburg
Agnes af Brandenburg (født 1257, død 29. september 1304) var dronning af Danmark fra 1273 til 1286. Hun var datter af markgrev Johan 1. af Brandenburg og Jutta af Sachsen og blev i 1273 gift med Erik Klipping. Efter drabet på Erik Klipping i 1286 var hun leder af formynderregeringen for sin umyndige søn Erik Menved.

## Biografi
Efter kong Erik Klipping som barn 1261 var blevet taget til fange af hertug Erik 1. af Slesvig (Sønderjylland), blev han i 1264 frigivet fra sit fangenskab i Holsten mod at forpligte sig til at gifte sig med prinsesse Agnes. I stedet for at give hende en medgift skulle hendes fader eftergive en gæld til hertug Erik. Agnes var blot et barn, så vielsen skete først i 1273, da de blev gift i byen Slesvig. Agnes, som skal have været meget smuk, fødte i dette ægteskab syv børn:
- Erik Menved
- Christoffer 2.
- Valdemar
- Richiza
- Margrete
- Katarine
- Elisabet

Efter, at Erik Klipping var blevet myrdet i 1286 i Finderup Lade, overtog Agnes som enkedronning rigsforstanderskabet og hertug Valdemar 4. af Slesvig, hertug Eriks søn. I 1293, da hendes søn Erik Menved var blevet voksen, giftede hun sig igen med greve Gerhard 2. af Holsten (Wagrien), den senere Gerhard "den blinde", og fødte ham sønnen Johan "den milde".
Agnes må have haft og beholdt Lolland og Falster som livgeding efter sin første ægtefælle. Hun døde den 29. september 1304 og blev begravet i Ringsted.